# Liste der Monuments historiques in Plestan
Die Liste der Monuments historiques in Plestan führt die Monuments historiques in der französischen Gemeinde Plestan auf.

## Liste der Bauwerke
| Bezeichnung    | Beschreibung    | Standort               | Kennzeichnung | Schutzstatus | Datum | Bild           |
| -------------- | --------------- | ---------------------- | ------------- | ------------ | ----- | -------------- |
| Friedhofskreuz | 15. Jahrhundert | Rue de l’Église (Lage) | PA00089425    | Inscrit      | 1964  | weitere Bilder |

## Liste der Objekte
- Monuments historiques (Objekte) in Plestan in der Base Palissy des französischen Kultusministeriums